# Opsiphanes zelus
Opsiphanes zelus är en fjärilsart som beskrevs av Hans Ferdinand Emil Julius Stichel 1907. Opsiphanes zelus ingår i släktet Opsiphanes och familjen praktfjärilar. Inga underarter finns listade i Catalogue of Life.